# Medina Azahara

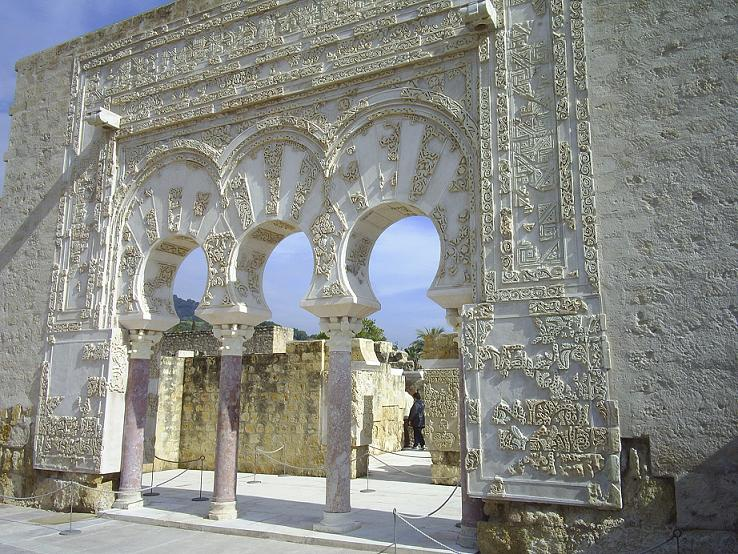
Dům prvního ministra (House of Ya'far)

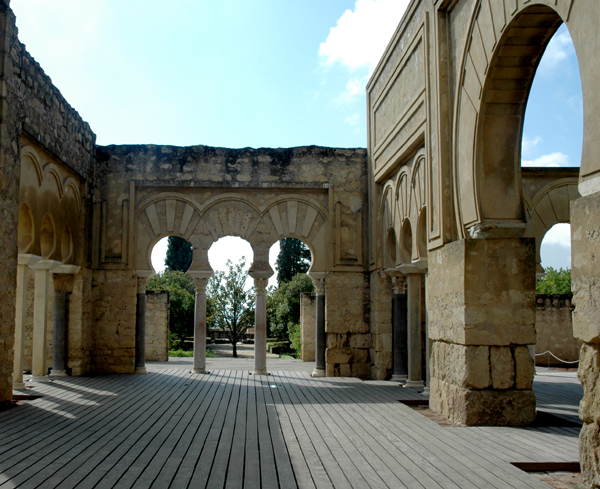
Bazilika (Upper basilical hall) či Dar al-Jund

Medina Azahara (arabsky: مدينة الزهراء, Madīnat az-Zahrā: doslovný význam "zářící město") je zřícenina obrovského, opevněného, arabského, muslimského, středověkého, městského komplexu, paláce-města postaveného Abd-ar-Rahmanem III. (912–961) prvním Umajjským chalífou v Córdobě.

## Hlavní město Al-Andalusu
Medina Azahara bylo arabské muslimské středověké město a de facto hlavním městem al-Andalusu, tedy muslimského Španělska, jelikož srdce správy a vlády se nacházelo uvnitř jeho hradeb. Město bylo postaveno v letech 936 až 940. Zahrnovalo slavnostní recepční haly, mešity, administrativní a vládní úřady, zahrady, mincovnu, dílny, kasárny, rezidence a lázně. Voda byla dodávána pomocí akvaduktů. Hlavním důvodem pro jeho stavbu byla politika a ideologie: důstojnost chalífů vyžadovala založení nového města jako symbolu moci zdejšího vládce, který chtěl napodobit jiné východní chalífáty. Především tím emír v Córdobě prokázal svou nadřazenost nad svými velkými soupeři, Fátimovci, což byl chalífát v Ifriqiya v severní Africe, stejně tak jako nad Abbasovci vládnoucí v Bagdádu. Legenda také říká, že Medina Azahara byla postavena jako hold pro oblíbenou chalífovu favoritku.
Komplex byl rozšířen za vlády Al-Hakama II. (961–976), syna Abd ar-Rahmana III., ale brzy po jeho smrti přestalo město být hlavním sídlem chalífů. V roce 1010 byla Medina Azahara v občanské válce vydrancována a poté opuštěna, přičemž mnohé stavební prvky byly znovu použity jinde. Vykopávky jeho ruin byly zahájeny v roce 1910. Pouze asi 10 procent z 112 hektarů (0,43 metru čtverečních) bylo vykopáno a obnoveno, ale tato oblast zahrnuje centrální oblast s dvěma chalifovými rezidenčními domy, s přidruženými lázeňskými komplexy, dvěma aristokratickými rezidenčními domy, prostory spojené s ochranou paláce a palácovými službami, velkými administrativními budovami ... mimořádným dvorním komplexem, kterému vévodil recepční sál ... velkolepé zahradní prostory a hned vedle této oblasti také kongregační mešitu. Na okraji lokality bylo vybudováno muzeum. Muzeum je nevysoká budova s rozsáhlým prostorem pod zemí. Důvodem je snaha minimalizovat narušení pohledů na krajinu z ruin, které také začínají být ovlivněny v okolí vznikajícími moderními obytnými domy. Dne 1. července 2018 byl místo zařazeno na seznam světového dědictví UNESCO jako Caliphate City of Medina Azahara.

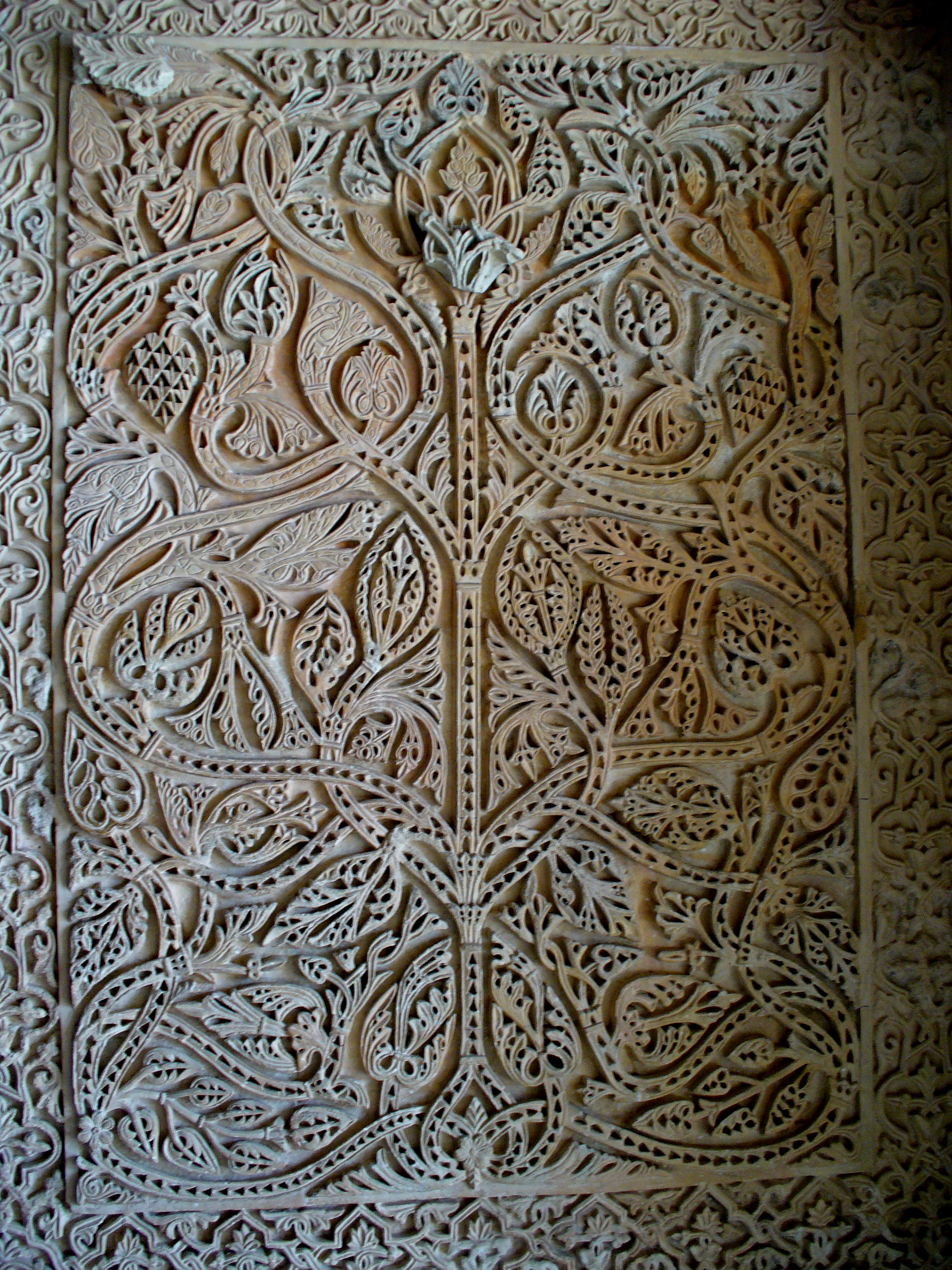
Dekorace z Medina Azahara

## Umístění
Medina Azahara se nachází 6,4 km západně od Córdoby na úpatí Sierry Morena. Město je orientováno od severu k jihu na svazích Jabal al-Arus (v angličtině Bride Hill). Směrem k údolí řeky Guadalquivir leží Madinat az -Zahra, budovaný jako středověké Versailles. Místo bylo vybráno pro svažitou krajinu, takže po vybudování pevnosti bylo možno okolí vizuálně kontrolovat a bránit. Byl zde také kamenolom poskytující vápenec na stavbu, i když na stavbu byly použity i kameny z lomu vzdáleného 50 km. Stavba města vedla ke zlepšení infrastruktury, pozůstatky silnic, akvaduktů a mostů se dochovaly dodnes.
Topografie hrála rozhodující roli při utváření města. Plné využití nerovného terénu rozdělilo palácové město Madinat az-Zahra na tři terasy. Na rozdíl od chaosu a labyrintu typického pro muslimský urbanismus, město má tvar obdélníku a rozkládá se na ploše 112 hektarů. Od východu k západu měří asi 1500 m a asi 750 m od severu k jihu, tvar je jen pokřivený na severní straně potřebou přizpůsobit se obtížné topografii terénu. Jeho umístění na úpatí Sierry Moreny umožnilo navrhnout plán města, ve kterém umístění a fyzické vztahy mezi různými stavbami vystihovaly úlohu každé z nich. Palác se nacházel na nejvyšší terase a jeho stavby se rozkládaly na úbočí hory, zdůrazňujíc svým umístěním vládu nad zemí i lidmi. Níže pak stála islámská mešita Aljama Mosque. Horní terasa byla určena pro chalífovu rezidenci, následuje obytná oblast vezírů, budovy strážních místností, správních úřadů a zahrad. Další terasa byla určena pro řemeslníky, na dvou dolních terasách stála velká mešita. Dolní terasy byly odděleny další stěnou, aby se izoloval horní palácový komplex. Archeologický výzkum odhalil městskou morfologii charakterizovanou existencí rozsáhlých oblastí neupravené půdy, která sloužila jako prostor pro zklidnění celé jižní fronty pevnosti, zajištění soukromí a také k umožnění krásného výhledu do otevřené idylické krajiny. Na nejnižší úrovni byla dvě široká pásma: západní, s ortogonem městského managementu a východní, s méně striktně dodržovaným urbanistickým plánem. Dále byly objeveny dva komplexy mimo město, i když v jeho blízkosti: jedna velká vila v centru patřící k velkému zemědělskému statku. Vila byla později přidělena státnímu pokladníkovi. Druhý komplex, Turruñuelos, byla obrovská obdélníková budova, možná kasárna.

## Palác
Palác byl postaven v místech, kde probíhal římský akvadukt z 1. století vedoucí od Sierry Moreny až po Córdobu. Vzhledem k tomu, že akvadukt vedl několik metrů pod palácem, byla postavena nová věž, která přiváděla vodu do vyšších úrovní. Část starého římského akvaduktu byla odkloněna a použita jako hlavní kanalizace pro velmi složitý systém malých kanálů, které odváděly déšť a odpadní vody. Archeology zde bylo nalezeno mnoho pozůstatků jídel a keramiky. Počáteční stavba paláce byla velmi rychlá: začala v roce 936 nebo 940, mešita byla dokončena v roce 941 a v roce 945 byl chalíf v rezidenci. Mincovna pracovala od roku 947. Výstavba pokračovala po desetiletí, s mnoha změnami plánu a přebudování předchozích staveb. Recepční sál, postavený Abd-ar-Rahmanem nebo Salon Rico může být datován mezi roky 953 a 957. Velký dům House of Ja'far je postaven nad třemi staršími domy a budova známá jako Court of the Pillars nahradila dva starší domy někdy v polovině roku 950. Zbývající velká hala, takzvaná horní bazilika (upper basilical hall) nebo Dar al-Jund ( dům armády, název uvedený v literárních zdrojích), byla také pravděpodobně postavena v letech 950.

## Zahrady
Ve městě byly nejméně tři zahrady. Malá zahrada, nazývaná Princeznina zahrada (The Prince's Garden), se nachází na horní terase. Tato zahrada byla určena pro šlechtu, či bohaté a mocné návštěvníky paláce. Na dvou dolních terasách byly rozsáhlé tradiční islámské zahrady jako chladné místo určené k odpočinku a mají být připomínkou ráje. Nejzápadnější z nich byla na úrovni nejnižší terasy města. Nejvýchodnější z těchto dvou spodních zahrad, střední terasa, vedla k přijímací síni známé jako Salon Rico. Tato východní zahrada měla pavilon, obklopený čtyřmi obdélníkovými bazény. Čtyři kvadranty této zahrady byly zásobovány vodou z kanálů podél spojovacích chodníků.

## Historie
V roce 928 se Abd ar-Rahman III. prohlásil naprosto nezávislým, pravým chalífem – knížetem věřících. Vyhlásil, že je potomkem a dědicem dynastie Umajjovců, která byla v 9. století téměř úplně vyvrácena dynastií Abbásovců. Zavedl sérii politických, ekonomických a ideologických opatření, která upevnila legitimitu jeho postavení. Jedním z ich bylo rozhodnutí o stavbě nového města, které by reprezentoval jeho stav. Stavba vznikla as byla zahájená v roce 936 a trvala čtyřicet let. Mešita zde byla vysvěcena v roce 941 a v roce 947 byla vláda převedena z Córdoby. Město, které stálo asi 5 km od Córdoby. vzkvétalo přibližně 80 let. Největší známé město té doby v západní Evropě popisovali cestující ze severní Evropy a z východu jako ohromující komplex paláců plných pokladů nikdy předtím neviděných. Jedna legenda tvrdí, že chalif zvaný az-Zahra nebo Azahara pojmenoval město po své oblíbené konkubíně a že přes vchodem stála socha této ženy. Jiná legenda tvrdí, že město samo bylo postaveno pro její potěšení. Pravda má však pravděpodobně více společného s politikou než láskou. Abd ar-Rahman III. nařídil výstavbu tohoto města v době, kdy upevnil svou politickou moc na Pyrenejském poloostrově a ukončil konflikt s dynastií Fatimidů vládnoucí v severní Africe. Zahara v arabštině znamená zářící nebo kvetoucí. Jméno tedy ukazuje spíše na aspiraci moci a postavení, nikoli na romantickou lásku. Co je vidět dnes z ruin Madinat az-Zahra je pouze 10% jeho rozsahu. Město o rozloze 112 hektarů nebylo pouhým zábavním palácem pro chalífovo rozptýlení, ale skutečné hlavní město Al-Andalus, území řízené muslimy na Pyrenejském poloostrově od počátku 8. století do poloviny 11. století. Velkolepé bílé město, postavené ve svahu pohoří Sierry Moreny s palácem v nejvyšším bodě, bylo navrženo tak, aby jeho stavby cizí velvyslanci spatřili už z velké dálky. Abd ar-Rahman III. přesunul celý svůj dvůr do Mediny Azahary v letech 947-948. Okolo roku 1010 byl Madinat az-Zahra během občanské války vyrabován berberskými vojsky, což vedlo ke konci córdobského chalífátu a město bylo na tisíciletí vymazáno z mapy. Znovu objeveno bylo město v roce 1911. Vykopávky a restaurování pokračují v závislosti na financování ze strany španělské vlády. Nezpracovaná část je však ohrožena nelegální výstavbou. Medina Azahara hrála velkou roli při formování zřetelné andaluské islámské architektury. Mnoho z jeho rysů, jako jsou bazilikové recepční haly (ve srovnání s klenutými ve východní části islámského světa), zde byly použity poprvé. Další prvky, jako je uspořádání apartmá v prostorách kolem centrálního dvora nebo zahrady, se odrážejí v celé západní islámské architektuře, například v Alhambře. Mešita v Medině Azahara se blíží svou podobou Velké mešitě v Córdobě, byla také nazývána její malá sestra.

## Rozšíření města
V roce 976 ve věku 11 let se stal vládcem Hisham II., syn Al-Hakama. II. Vzhledem k nízkému věku se nemohl uchopit vlády a proto jeho matka Subh požádala prvního ministra Jafara al-Musáfího, aby společně s al-Mansur ibn Abi Aamirem (více známým jako "Almanzor") vládli jako regenti za jejího syna do doby jeho plnoletosti. V roce 978 Almanzor dosáhl pozice hadžiba (hajiba), čímž se stal de facto vládcem chalífátu. Al-Mansur Ibn Abi Aamir (nazývaný na západě Almanzor ) pocházel z předměstí Córdoby. Když se stal hadžibem, rozhodl se postavit si město-palác, které bude nejméně tak krásné jako Medina Azahara postavená Abd-ar-Rahmanem III. Základy paláce Al-Zahira byly položeny v letech 98 a 979 u řeky Guadalquivir. Al-Mansurův záměr při stavbě tohoto paláce bylo vyvolat úctu a obdiv a také zapsat své jméno do historie spolu s jménem největšího vládce Al-Andalusie Abd-ar-Rahmana III. Nechal postavit nádherný palác s rozsáhlými zahradami, ve kterém byli ubytováni vysocí úředníci a byla zde také kasárna pro stráže Al-Mansura. V roce 1002 po smrti Al-Mansura nastoupil na trůn jeho nejstarší syn Abd al Malik Al-Muzafer. Nástupcem Abd al Malik Al-Muzafera se po jeho smrti se stal další syn Al-Mansura Abdar Rehaman As-Sanjul nebo Sanchelo či malý Sancho (jeho matka Abda, dcera Sancha, krále Pamplony). V prosinci 1009 bojoval Sanchelo proti Alfonsovi V. Zatímco byl Sanchelo zaneprázdněn válkou, vypukla v Córdobě vzpoura. Nebyl nikdo, kdo by mohl vzpouru potlačit a tak lidé palác postavený Al-Mansurem rabovali po čtyři dny. Nakonec vydrancovaný palác zapálili a to byl konec paláce Al-Zahira.